# アジャイルメディア・ネットワーク
アジャイルメディア・ネットワーク株式会社（英文社名：Agile Media Network Inc.）は、東京都港区虎ノ門に本社を置く日本のインターネット広告会社。

## 概要
日本初のブログネットワーク企業として2007年2月13日に設立された。SNSでの口コミを利用した企業の販売促進事業を展開し、2018年3月28日に東証マザーズに上場した。

## 沿革
- 2007年（平成19年）
  - 2月13日 - 東京都新宿区西新宿にアジャイルメディア・ネットワーク株式会社を設立。代表取締役は坂和敏。
  - 8月 - 東京都港区南青山に本社を移転[6]。
- 2008年（平成20年）4月 - 東京都渋谷区東に本社を移転[6]。
- 2009年（平成21年）
  - 02月2日 - 徳力基彦が代表取締役就任[7]。
  - 12月 - 東京都渋谷区渋谷に本社を移転[6]。
- 2014年（平成26年）3月1日 - 上田怜史が代表取締役に就任[8]。
- 2016年（平成28年）3月 - 東京都港区虎ノ門に本社を移転[6]。
- 2018年（平成30年）3月28日 - 東証マザーズに上場[6]。
- 2020年（令和02年）7月6日 - 第三者割当増資によりOakキャピタルから出資を受ける[9][10]。
- 2021年（令和03年）
  - 05月12日 - 元役員（CFO兼副社長）が、私的流用などの不適切な会計を行っていたと公表[11]。不正な資金流出額は2億6872万円[12]。
  - 06月 - Oakキャピタルが株式を売却。
  - 12月08日 - 前述の不祥事に関し、Oakキャピタルが当社を提訴[13][14]。
  - 12月30日 - 第三者割当増資により香港のGX PARTNERS CO., LIMITEDが16.76%の筆頭株主となった[15]。払込金額は2億350万円。目的は純投資。
- 2022年（令和4年）
  - 02月01日 - 元役員による不正会計が追加で約5300万円あると発表[16]。
  - 02月14日 - 元役員が約5500万円を着服したとして業務上横領の疑いで逮捕された[17][18][19]。
- 0*3月10日 - 架空取引で約5600万円の資金を流出させたとして、会社法違反（特別背任）の疑いで元役員が再逮捕される[20]。
  - 05月09日 - 不正会計の責任を取る形で上田怜史が代表取締役を辞任し、取締役に降格。荒木哲也が代表取締役に就任[21]。
  - 06月16日 - 内部管理体制が不十分として、東京証券取引所から特設注意市場銘柄の指定を受ける[22]。
  - 06月22日 - 特設注意市場銘柄の指定に伴い東証マザーズ指数から除外。
- 2023年（令和05年）
  - 01月31日 - 宮地広志が代表取締役に就任[23]。
  - 08月30日 - 東京証券取引所が特設注意市場銘柄の指定を解除[24]。
  - 12月15日 - 「株式会社ネルプの株式取得及び株式交換による完全子会社化に関する基本合意書締結のお知らせ」が発表される[25]。
- 2024年（令和6年）
  - 02月20日 - 「（開示事項の中止）株式会社ネルプの株式取得及び株式交換による 完全子会社化の中止に関するお知らせ」が発表された[26]。